# Allomyia thomasi
Allomyia thomasi là một loài Trichoptera trong họ Apataniidae. Chúng phân bố ở miền Tân bắc.